# ده مورد العليا (سر أسياب يوسفي)
ده مورد العلیا (بالفارسية: ده مورد علیا) هي قرية تقع في إيران في قسم سر أسياب يوسفي الريفي. يقدر عدد سكانها بـ 81 نسمة .